# العاصمة الإدارية للتنمية العمرانية
شركة العاصمة الإدارية للتنمية العمرانية هي شركة قابضة حكومية مصرية، تعمل في مجال الاستثمار العقاري، أنشأت سنة 2016 لإدارة وتنفيذ وتشغيل مشروع العاصمة الإدارية الجديدة، وهي شركة مساهمة مصرية خاضعة لقانون الاستثمار رقم 8 لسنة 1997، برأس مال مدفوع 6 مليارات جنيه مصري، تمتلك محفظة أراضي بلغت في يناير 2022 حوالي 174 ألف فدان.
يتكون مجلس إدارة الشركة من 13 عضوًا، منهم 3 أعضاء ممثلين لهيئة المجتمعات العمرانية، عضوين ممثلين لجهاز مشروعات أراضي القوات المسلحة، عضوين ممثلين لجهاز مشروعات الخدمة الوطنية للقوات المسلحة، و6 أعضاء من ذوي الخبرة، وتم اختيار أيمن إسماعيل كأول رئيس لمجلس إدارة الشركة، يقع مقر الشركة في الحي الحكومي بالعاصمة الإدارية الجديدة.

## المساهمون
تتوزع نسب المساهمين في الشركة كالتالي:
- هيئة المجتمعات العمرانية الجديدة (49%).
- جهاز مشروعات أراضي القوات المسلحة (21.6%).
- جهاز مشروعات الخدمة الوطنية للقوات المسلحة (29.4%).

## رؤساء الشركة
- خالد عباس.[7]
- أحمد زكي عابدين.[8]
- أيمن إسماعيل.[9]

## وصلات خارجية
- الموقع الرسمي